# اوریسن (تگزاس)
اوریسن (به انگلیسی: Orason) یک منطقهٔ مسکونی در ایالات متحده آمریکا است که در تگزاس واقع شده‌است. اوریسن ۰٫۸۵ کیلومتر مربع مساحت و ۱۲۹ نفر جمعیت دارد و ۵٫۴۹ متر بالاتر از سطح دریا واقع شده‌است.